# Ватерполо за жене на Летњим олимпијским играма 2000.
Ватерполо за жене је први пут укључен у програм Олимпијских игара у Сиднеју 2000. године. Учествовало је 6 екипа. У првом кругу играло се по једнокружном лига систему (свако против сваког једну утакмицу). Даље се играло за пласман на основу заузетог места на табели добијеној после првог круга. Последње две екипе (5. и 6.) играле су за пето место. Четири првопласиране екипе наставиле су такмичење по куп систему до кончног победника. Парови у полуфиналу су биле према пласну на табели 1:4, 2:3. Поражени су играли за треће место, а победници за прво место односно златну медаљу.
Турнир се играо у периоду од 16. до 23. септембра, у Акватик центру Сиднејског олимпијског парка.
Златну медаљу освојила је екипа Аустралије која је у финалу савлададала САД резултатом 4:3.

## Резултати

### Група
| 16. септембар | 13:00 | Казахстан        | - | Аустралија       | 2 - 9  | (1-2,1-2,0-1,0-4) |
| 16. септембар | 18:00 | Канада           | - | Русија           | 7 - 7  | (2-3,0-1,2-2,3-1) |
| 16. септембар | 19:15 | Холандија        | - | Сједињене Државе | 4 - 6  | (0-2,1-1,2-1,1-2) |
| 17. септембар | 13:00 | Аустралија       | - | Русија           | 6 - 3  | (2-1,1-1,2-1,1-0) |
| 17. септембар | 18:00 | Сједињене Државе | - | Канада           | 8 - 8  | (3-3,2-3,0-2,3-0) |
| 17. септембар | 19:15 | Казахстан        | - | Холандија        | 6 - 8  | (2-2,2-2,1-2,1-2) |
| 18. септембар | 13:00 | Холандија        | - | Аустралија       | 5 - 4  | (2-1,1-1,0-2,2-0) |
| 18. септембар | 18:00 | Русија           | - | Сједињене Државе | 5 - 7  | (1-1,2-2,1-3,1-1) |
| 18. септембар | 19:15 | Канада           | - | Казахстан        | 10 - 3 | (3-1,3-0,1-2,3-0) |
| 19. септембар | 13:00 | Сједињене Државе | - | Аустралија       | 6 - 7  | (2-2,1-0,2-4,1-1) |
| 19. септембар | 18:00 | Казахстан        | - | Русија           | 6 - 15 | (1-5,1-5,3-3,1-2) |
| 19. септембар | 19:15 | Холандија        | - | Канада           | 7 - 4  | (3-0,0-2,2-2,2-0) |
| 20. септембар | 13:00 | Канада           | - | Аустралија       | 4 - 9  | (0-1,2-4,1-2,1-2) |
| 20. септембар | 18:00 | Русија           | - | Холандија        | 6 - 3  | (1-2,1-1,3-0,1-0) |
| 20. септембар | 19:15 | Казахстан        | - | Сједињене Државе | 6 - 9  | (1-2,1-3,2-3,2-1) |

Табела
| Пласман | Екипа            | ИГ | П | Н | И | ГД | ГП | Бод. |
| ------- | ---------------- | -- | - | - | - | -- | -- | ---- |
| 1       | Аустралија       | 5  | 4 | 0 | 1 | 35 | 20 | 8    |
| 2       | Сједињене Државе | 5  | 3 | 1 | 1 | 36 | 30 | 7    |
| 3       | Холандија        | 5  | 3 | 0 | 2 | 27 | 26 | 6    |
| 4       | Русија           | 5  | 2 | 1 | 2 | 36 | 29 | 5    |
| 5       | Канада           | 5  | 1 | 2 | 2 | 33 | 34 | 4    |
| 6       | Казахстан        | 5  | 0 | 0 | 5 | 23 | 51 | 0    |

ИГ = Играо утакмица; Д = Добио; Н = Нерешио; И = Изгубио; ГД = Голова дао; ГП = Голова примио; Бод = Бодови

### Игре за пласман

#### 5. место
| 22. септембар | 18:00 | Канада | - | Казахстан | 9 - 8 | (1-1,3-3,2-3,2-1,1-0,0-0) |

### Полуфинале
| 22. септембар | 13:00 | Аустралија       | - | Русија    | 7 - 6 | (2-3,1-1,1-2,3-0) |
| 22. септембар | 19:15 | Сједињене Државе | - | Холандија | 6 - 5 | (3-2,1-3,1-0,1-0) |

### за 3. место
| 23. септембар | 20:00 | Русија | - | Холандија | 4 - 3 | (0-2,1-0,1-1,2-0) |

### Финале
| 23. септембар | 21:15 | Аустралија | - | Сједињене Државе | 4 - 3 | (1-1,0-1,1-0,2-1) |

### Коначна табела
| Пласман | Земља            |
| ------- | ---------------- |
| Злато   | Аустралија       |
| Сребро  | Сједињене Државе |
| Бронза  | Русија           |
| 4       | Холандија        |
| 5       | Канада           |
| 6       | Казахстан        |

## Састави екипа победница
| 1. | Аустралија       | |
| 2  | Сједињене Државе | |
| 3  | Русија           | Марина Акобја, Галина Ритова, Ирина Толкунова, Екатерина Аникејева, Светлана Кусина, Јелена Токун, Марија Корољова, Јелена Смурова, Татјана Петрова, Јулија Петрова, Софија Конух, Јекатерина Васиљева, Наталија Куцова, Селетрор: Сергеј Фролов |